# لورين روجرز
لورين لاين روجرز (بالإنجليزية: Lorene Rogers)‏ (3 نيسان/أبريل عام 1914-11 كانون الثاني/يناير عام 2009)، هي عالِمة كيمياء حيوية ومربية أمريكية شغلت منصب الرئيس الحادي والعشرين لجامعة تكساس في أوستن. وُصفت بأنها أول امرأة في الولايات المتحدة تقود جامعة بحثية كبرى.

## النشأة والتعليم
ولدت روجرز في 3 نيسان/أبريل في عام 1914 في بروسبر بولاية تكساس باسم لورين لاين، وحصلت على درجة البكالوريوس من كلية المعلمين في ولاية تكساس الشمالية التي تُعرف الآن بجامعة شمال تكساس، وتخصصت في اللغة الإنكليزية. تزوجت من الكيميائي بورل جوردون روجرز الذي قابلته أثناء دراستها الجامعية. أصبحت روجرز معلمة في المدرسة بعد تخرجها من الجامعة. تخرج زوجها من جامعة شمال تكساس أيضًا في عام 1935 بدرجة بكالوريوس في العلوم من قسم الكيمياء، ودرس في جامعة تكساس حتى حوالي عام 1940. شغل حينها وظيفة في شركة كيميائية في نيوجيرسي. توفي في عام 1941 متأثراً بجراحه في انفجار حدث في المختبر.
أرادت روجرز الدخول في مجال الكيمياء مثل زوجها في تلك الفترة التي كان يسيطر فيها الرجال على هذا المجال. حصلت على درجة الماجستير ودرجة الدكتوراه في الكيمياء الحيوية من جامعة تكساس في أوستن، وعملت كمعلمة في كلية سام هيوستن الحكومية (جامعة سام هيوستن الحكومية الآن) قبل أن تعود إلى أوستن في تكساس.

## العمل في الجامعة
كانت روجرز باحثة في جامعة تكساس في أوستن. رُفض طلبها لاحقًا في تولّي منصبٍ تدريسيٍ جديد في الجامعة في عام 1962، وذلك على الرغم من عملها السابق كمدرّسة في قسم الكيمياء. حصلت في نهاية المطاف على منصب أستاذة التغذية في قسم الاقتصاد المنزلي بالجامعة، وذلك قبل أن تصبح أستاذة ومساعدة مدير معهد الكيمياء الحيوية، وعميدة مساعدة للدراسات العليا ونائبًة للرئيس.
عُينت روجرز كرئيسة مؤقتة للجامعة في أيلول/سبتمبر في عام 1974 بعد الدكتور ستيفن سبير بعد أن أكمل دورته الرئاسية الخامسة للجامعة خلال 6 سنوات. أصبحت رئيسة الجامعة في عام 1975، ووُصفت بشكل مختلف بأنها أول امرأة تتولى رئاسة جامعة حكومية كبرى أو يُعتقد أنها الأولى. انتقد أعضاء هيئة التدريس هذا التعيين زاعمين أنه كان يجب أن يشاركوا في عملية الاختيار، وأقيمت مظاهرات احتجاج من قبل أعضاء هيئة التدريس والطلاب مطالبين باستقالتها. شغلت روجرز منصب مدير تكساكو ابتداء من عام 1976 وخدمت حتى عام 1989.
كان كل من الرئيسة روجرز ومجلس ريجنتس هدفًا لدعوى قضائية رُفعت في عام 1975 من قبل فيليب وايت وسبعة من أساتذة الجامعة. شغلت منصب رئيس الجامعة حتى عام 1979. قالت روجرز في ملف عام 1975: «ليس لدي أي خطط أو طموحات لأصبح امرأة عاملة. لقد كان من المحتمل أن أصبح ربة منزل لو كان زوجي ما زال على قيد الحياة.»
قال رئيس جامعة تكساس أوستن ويليام باورز في وقت وفاتها: «لقد كانت المرأة الأولى والوحيدة التي شغلت منصب رئيس الجامعة، وهو المنصب الذي قبلته في ظل ظروف صعبة جدًا ولم تكن خائفة لاتخاذ قرارات صعبة». [6] [10] توفيت روجرز عن عمر يناهز 94 في 11 كانون الثاني/يناير في عام 2009 لأسباب طبيعية في دالاس.